# باحث
الباحث أو الباحث العلمي هو الشخص الذي يمتهن ويشارك في إجراء البحث العلمي، هذه المهنة شائعة بين طلبة وأساتذة الجامعات ومعاهد التعليم العليا في الدولة.
هناك باحثون أكاديميون، باحثون صناعيون، باحثون يتبعون القطاع الحكومي. بصفة عامة، فإنه في كل دولة يوجد هيئة بحثية وطنية بها تخصصات مختلفة في ميادين البحث، وتوظف هذه الهيئات العديد من الباحثين.
يوجد على الأغلب مراكز أبحاث وطنية في كل دولة تقوم بعمليات الأبحاث والتطوير في المجالات كافة، وتقوم بتوظيف عدد كبير من الباحثين.